# Scandicium stellulatum
Scandicium stellulatum är en flockblommig växtart som beskrevs av Albert Thellung och Sophia G. Tamamschjan. Scandicium stellulatum ingår i släktet Scandicium och familjen flockblommiga växter. Inga underarter finns listade i Catalogue of Life.